# Rindum Kirke
Rindum kirke er en kirke i Ringkøbing og byens ældste bygning.
Rindum kirke er en romansk kirke fra 1200-tallet. Kor og kirkeskib er bygget af granitkvadre med dobbeltsokkel, mens det 14,5 meter høje kirketårn og våbenhuset er bygget i sengotisk stil. På tårnets tagryg ses mod syd og nord 2 horn, som er kraftsymboler.
Mogens Thams (2008) er den nuværende præst i kirken.

## Eksterne kilder og henvisninger
- Rindum Kirke hos KortTilKirken.dk